# 備籾制
備籾制（そなえもみせい）は、江戸時代の出羽国米沢藩で凶作による飢饉対策の一つとして行われた米を貯穀し、飢饉のときに放出する米沢藩当局による義倉制度。上杉治憲の藩政改革として再興、中央施策として実施された制度でもある。備籾の他に備麦、備粟、備銭も行われた。農民や町人だけでなく藩士にも貯穀を行った。

## 成立、衰退
凶作に対する備籾制は3代目藩主上杉綱勝の治世下で実施されており、明暦元年（1655年）には米沢城下の北寺町、小出村、宮内村の3ヶ所に建設された。米沢藩の石高が30万石から15万石に削減された上杉綱憲治世下においても引き続き行われ、寛文5年（1665年）には籾蔵に貯穀された10万4142俵のうちの1万3063俵が夫食米として払い出され、寛文11年（1671年）には8万3410俵の籾が備籾用に貯穀された。『御貯金目録』では綱憲の代において軍用貯金2万4000両余りとともに貯穀18万俵があったとされる。
しかし宝永年間以降は財政難による一般会計流用などで衰退し、上杉重定治世下に起こった、米沢藩では「宝五の飢饉」（1755年）と呼ばれる大飢饉や宝暦7年（1756年）の水害が原因とされる飢饉では全く機能せずに、宝暦7年において前年比で米沢藩政史上最大減の3762人減、宝暦3年（1753年）から宝暦10年（1760年）までの7年間に9699人の人口減少が起こった。

## 再興
重定の家督を相続した治憲治世下において、宝暦の飢饉の惨状への反省から備荒貯穀の必要性が強調され、備籾制が再興、整備された。
郷村出役の小川尚篤による宮村の備籾蔵設立建議が備籾制再興の始めとなり、木村高広により藩内全域において制度化の提案がなされたとする。